# 横塚裕志
横塚 裕志（よこつか ひろし、1951年3月18日 - ）は、日本の実業家。東京海上日動システムズ代表取締役社長や、情報サービス産業協会会長、CeFIL理事長などを務めた。

## 人物・経歴
1973年に一橋大学商学部卒業後、東京海上火災保険へ入社し、情報システム部門を担当した。2004年東京海上日動火災保険IT企画部長。2007年東京海上日動火災保険常務取締役。2009年東京海上日動システムズ代表取締役社長。2014年CeFIL理事長。2015年情報サービス産業協会会長。日本ビジネスプロセスマネジメント協会副会長、インフォテック取締役、日本疾病予測研究所取締役、産業技術総合研究所研究評価委員会（情報・人間工学領域）委員長、高崎商科大学アドバイザリーコミッティーメンバー、富山大学非常勤講師なども務めた。

## 著書
- 『SEよ大志を抱こう : 「ありがとう」と言われるSEになる : 経営者からの53のメッセージ』日経BP社 2012年
- 『SEを極めるプロフェッショナル仕事術 : 成長し続けるSEのための32の心構え』日経BP社 2013年